# イネヴァタブル
イネヴァタブル(Inevitable)は、テーブルトークRPG『ダンジョンズ&ドラゴンズ』（D&D）に登場する架空の人造人間である。“避けがたき者”という意味の名を持つ彼らは巨大な機械で形作られた法と秩序が支配する異世界・メカヌスから到来する秩序の執行者であり、刑罰や契約に従わぬ者、良からぬ手段で死を免れようとする者たちを成敗する。イネヴァタブルはその目的に合わせて、マールート(Marut)、コリャルート(Kolyarut)、ゼレフート(Zelekhut)など何種類かのタイプが存在する。

## 元ネタ
イネヴァタブルのうち、マールートは後にD&D第3版、D&D第4版で『次元界の書』として改訂された『アドバンスト・ダンジョンズ&ドラゴンズ』（AD&D）第1版の『Manual of the Planes』第1版(1987、未訳)が初出だが、当時は“ニルヴァーナ”という東洋世界風で、当地の神格・ルドラの従者として登場している。従ってマルト神群がモデルであると思われる。
第3版のマールートと残り2種類のイネヴァタブルをデザインしたのは、第3版『次元界の書』で執筆に加わるデイヴィッド・ヌーナンである。

彼はエドガー・アラン・ポーの短編小説、『赤死病の仮面』をモチーフに、「死を免れようとするべからず(Don't try to cheat death)」をテーマにした現在のマールートを再デザインした。

## 掲載の経緯
前述の『Manual of the Planes』第1版がマールートの初出である。
AD&D第2版では、マールートが『Monstrous Compendium Outer Planes Appendix』(1991、未訳)、『Planescape Monstrous Compendium Appendix』第1版(1994、未訳)に登場した。
D&D第3版では『Manual of the Planes』第2版(2000、邦題『次元界の書』)にて、マールートに加えて、コリャルートとゼレフートが登場した。第3版改訂の『Fiend Folio』(2003、未訳)では、新たにクァルート(Quarut)とヴァラフート(Varakhut)が登場した。

その後、3.5版に改訂された『モンスターマニュアル』(2005)にマールート、コリャルート、ゼレフートがイネヴァタブルとして収録された。『ドラゴン』341号(2006年3月)にはデイヴィッド・ヌーナンによる“イネヴァタブルの生態”特集が組まれた。また、砂漠地帯の冒険を扱ったサプリメント『Sandstorm』(2005、未訳)には、ワースト・クロウラー(Waste crawler)ことアンハイドルート(Anhydrut)が登場した。伝説級の冒険を扱った『Elder Evils』(2007、未訳)では古代超兵器パンドリム(Pandorym)にまつわるシナリオで、誤った命令を受けた悪しきコリャルート、オブリガティム7号(Obligatum VII)が登場した。追加の呪文を扱う『Spell Compendium』(2007、邦題『呪文大辞典』)では、3種のイネヴァタブルを召喚するコール・マールート(マールート招来)、コール・コリャルート(コリャルート招来)、コール・ゼレフート(ゼレフート招来)の呪文が紹介された。
D&D第4版では、『モンスター・マニュアル』(2008)『モンスター・マニュアルⅡ』(2009)に以下の個体が登場している。この版で登場しているイネヴァタブルはマールートのみである。
- マールートの剣士／Marut Blademaster　(MM1)
- マールート・コンコーダント／Marut Concordant　(MM1)
- マールートの訴追者／Marut Castigator　(MM2)
- マールートの懲戒士／Marut Prosecutor　(MM2)
- マールートの処刑者／Marut Executioner　(MM2)

D&D第5版では、『Mordenkainen's Tome of Foes』(2018、邦題『モルデンカイネンの敵対者大全』にマールートが登場した。また、コリャルートも名前だけ登場している。

## D&D以外のテーブルトークRPG

### パスファインダーRPG
D&D3.5版のシステムを継承するパスファインダーRPGにイネヴァタブルは『Bestiary 2』(2011、未訳)に登場している。ここでは、マールート、コリャルート、ゼレフートに加えて、下級の偵察役であるアービター(Arbiter)と、次元界同士を監視する強力な個体、ラークシャラット(Lhaksharut)が登場している。

## 解説
イネヴァタブルはメカヌスによって定められた宇宙秩序を守るために製造され、秩序を乱す者をどこまでも追跡し成敗する生きた機械である。彼らの属性は“秩序にして中立”であり、メカヌスの厳格無比で機械的な管理社会を体現した存在である。
イネヴァタブルはメカヌスの中枢にある自律した機械工房、クレーシュ・フォージス(creche-forges)によって製造されている。この工房がいつから活動しているのか、そしていかなる目的があるのかは定かではない。ある文献によればかつて1万年ほど前、メカヌスを拠点としていたアファナクト(Aphanact)というエンジェルに似た種族が全次元界を秩序の摂理に従わせるべく征服戦争をしかけたのが発端とされる。この戦争は悪の下方次元界に棲むフィーンドと、善の上方次元界に棲むエンジェル、アルコン、エラドリンとが共闘する事態となり、最終的にアファナクトの殲滅という形で集結したという。だが、その入れ替わりとして彼らの使命を受け継ぐように登場したのがイネヴァタブルである。
イネヴァタブルは製造された直後に目的がプログラムされ、制裁対象を追跡し始める。彼らの制裁は死を以って償わせるのが通例だが、殺すに及ばないと判断されたケースではギアス(命令)や、マーク・オブ・ジャスティス(正義の印)といった相手の精神を束縛する魔法を用いて服従させることもする。イネヴァタブルが制裁対象とする基準は目標の性質よりも、行った所業の善悪で判断されることが多く、一方的かつ融通が利かない面がある。例えば、大義のために必要悪を成す正義の者も、イネヴァタブルにとっては邪悪な精神のもとに悪事を成す者と同罪である。その一方で、筋の通らぬ法を犯した者や、脅かされてやむなく罪を犯してしまった者などは無視する。
任務を与えられたイネヴァタブルは障害の多さや危険にも一切躊躇うことなく、一心不乱に目標追跡に専心する。例え絶海の孤島に置き去りにされても、海底を何ヶ月かけて歩いて渡る。だが同時に慎重で辛抱強くもあり、戦闘にかなわないと判断したら撤退し次の機会を待つ。

追跡の最中で無用な衝突や殺生は避けるようにしているが、目標の共犯者が妨害するようなら躊躇うことなく排除する。だが、罪なき者がイネヴァタブルを妨害しようとするケースなど、個々のイネヴァタブルに命じられたプログラムに葛藤が生じた場合は、一度メカヌスに呼び戻され訂正されたプログラムを再入力する。
イネヴァタブルは知性的で、同じ目標を付け狙う者や、法と秩序を重んじる者たちから情報をやり取りし、時には共闘することもある。だが、目標の成敗を第一とし、そうでなければ自己の保全を優先するイネヴァタブルはそのために共闘者を捨て駒にすることも躊躇わない。そのため、イネヴァタブルと長期的に共闘できる者は少ない。
目標を成敗するとイネヴァタブルはその土地に留まり、新たに法秩序を乱す者はいないか探し始める。
イネヴァタブルは個別の文化を持たず、他の個体と活動を共にすることはない。機械である彼らは病気や老化によって衰えることもない。

また、彼らは自己修復機能を有していて戦闘中でも瞬く間に修復できるが、混沌の属性を有した武器での一撃を癒すのには通常の時間を要する。

## 各個体の解説
ここではD&Dに加えて、パスファインダーRPGに登場した個体も併せて紹介する。

### マールート
マールートは「死を免れようとするべからず」という使命のもと、良からぬ手段で死を免れようとする者たちに成敗を下す。例えば、自らアンデッドになって不死性を得ようとする者はもとより、『赤死病の仮面』の領主がごとく、死に行く民を見捨てて自分だけ安全な場所へ逃避する者も死の定めに逆らう者として処断の対象となる。蘇生の魔法による復活は、あまり大規模に行わない限りは大目に見られる。
マールートの外見はオニキスのようなつや光りする黒色の肌をした巨大な人型彫像である。その上に黄金色をした古代ギリシア風の兵装をまとい、コリント式の兜をかぶっている。
戦闘になればマールートは魔法で相手の逃げ道を塞いでから、雷鳴を宿した拳で殴りつける。目標が逃走手段として魔法を用いるようならば即座に解呪の呪文を唱え、また各種移動の魔法によって目標を追い詰める。目標が己の罪を恥じないのなら、前述した精神を縛る呪文で罪の意識を植え付けることもする。
世界観が変化し、メカヌスがない第4版ではマールートはアストラル海の移動要塞に棲む謎めいた傭兵種族に再デザインされている。この版でのマールートは“分団(Cadres)”と呼ばれる小集団単位で活動している。多くの分団は制約の遵守や法秩序の執行といった原理のために活動しているが、それ以外の原理に従う分団も存在する。死神レイヴン・クイーンが定める死の原理を執行する分団もいる。

奉仕の契約を重んずる第4版のマールートは自らの掲げる真理に合致した目的であれば、他の種族と盟約を交わし奉仕することもする。マールートの真理に反していることを論駁するか、盟約が間違っている証拠を示すか、さもなくばより真理にとって重要な事項を提案しない限り、一度交わした盟約を違えることはしない。マールートは自らの真理に即した盟約であるならば無償で引き受ける。

アストラル海にある彼らの移動要塞には、時に定命の者たちが住み込み、マールートに奉仕している。彼らは盟約の代価として奉仕をしているか、自らの善意や真理に共鳴して自発的に訪れた者である。マールートが彼ら下僕を虐待することは稀だが、秩序の念が強い故に厳格で無慈悲な主人となる。
メカヌスが再び登場した第5版では、あらゆる種族が集う街、シギルにある“調和の会堂”にて交わされた契約を遵守させることを目的としている。“調和の会堂”で2つの集団が正式な手段を以て契約を交わせば、マールートの胸部にある黄金の板に契約の条文が刻まれる。マールートは契約者たちにこの条文を遵守させ、違反する者を処罰する。マールートに刻まれる条文には曖昧なもの、矛盾したもの、実行不可能なものは受け付けない。ただ、マールートは条文を額面通り遵守させることのみに動き、条文の裏にある精神までは忖度しない。そのため、“調和の会堂”の周囲には契約者に有利な条文を吟味しますよと弁護士たちが手ぐすね引いて待ち構えている。

### コリャルート
コリャルートは「誓いを破るべからず」という使命のもと、取引や宣言を破った者を成敗する。契約は履行されているか、支払いは行われているかなど、人間社会に潜入したコリャルートは事実を徹底的に洗い出し、不実な商人から脱走した兵士まで自発的に契約を破った者を追い詰めて断罪する。契約の内容よりも、契約が履行されているかを重要視するが、筋の通らない契約や、脅されて誓わされた誓いなどは無視する。契約が文書によって交わされていた場合、契約書の写しを携えることも多い。
コリャルートはマールートと同じく古代ギリシア風の鎧を纏っているが、機械仕掛けの部品がむき出しになったよりロボットらしい外見をしている。彼らは人間と同じ頭身で、鎧の上に魔術師が纏うローブで身を包み込む。人間社会にいる間は、姿見を変える幻術を用いて人間に成りすます。人間よりずっと重い機械故に動くとガチャガチャという音を立てるが、外套を着込んだ戦士として偽装しているので鎧の音に聞こえる。
コリャルートは戦う前から目標の情報もまた丹念に調べ上げ、十分な対策を講じて戦闘に挑む。彼らが好む戦法は姿隠しの魔法によって目標に気付かれないまま近づき、相手の生命力を奪う能力を宿した一撃によって速やかに葬り去ることである。無用な流血は極力避けるが、罪なき者の迷惑を顧みて任務遂行を躊躇ったり断念したりすることはない。
契約の履行という複雑な判断が要求される使命を達するために、コリャルートはイネヴァタブルとしては饒舌で、各国の社会慣習や各界の社交辞令への深い造詣がある。コリャルートは豊かな社交性と話術を駆使して、情報収集や目標を告発するための論理を構築する。
『呪文大辞典』でコリャルートを召喚すると、空中から機械のパーツが次々と降り注ぎ、その場でコリャルートが組み立てられる。

### ゼレフート
ゼレフートは「裁きから逃れるべからず」を使命とし、裁きから逃れる罪人を成敗する。それが自発的な逃走であれ、権力や状況によって匿われている者であれ、容赦なく追い立て刑罰を執行する。ゼレフートは各次元界ごとに法の基準は異なっており、現地の法を尊重するべきだと考えている。それ故、法の穴をすり抜けて合法的に不正を成す者には目をつけない反面、どんな理不尽な悪法であろうとも法に逆らった者は善人であろうと断罪するなど、道徳性には顧みない。また、自らが法を犯す可能性にも顧みることはないので少なからず混乱をもたらす。
ゼレフートの外見は機械仕掛けのケンタウロスで、金色の機械仕掛けが露出している関節部分を除けば、アラバスターのような美しい乳白色の肌をしている。また、背中からは関節部分と同じく金色をした機械的な翼が一対あり、飛行することができる。さらに上腕部にはスパイクト・チェイン(棘が付いた鎖)が内蔵され、武器や相手を捕らえる捕具として用いる。戦闘になればその機動力で目標に肉迫し、スパイクト・チェインで目標を絡み取るか、そのまま処断する。

### クァルート
クァルートは時空の守護者であり、時空をねじ曲げる者を追い詰める。彼らが監視するのは、リミテッド・ウィッシュ(限定的な願いを叶える呪文)、ミラクル(奇蹟を起こす呪文)、テンポラル・ステイシス(接触した相手の時間を止める呪文)、そしてウィッシュ(願いを叶える呪文)といった時空に干渉する強力な呪文と、それを唱える魔術師である。ただし、自らがその呪文を行使することに関しては不快であろうとも躊躇わない。中でもテンポラル・ステイシスの呪文は目標を捕らえる手段として用いる。
クァルートはコリャルートのような機械仕掛けが散見する人形で、見事な彫金が施された外装板に覆われている。その頭部には幾つかの砂時計があり、その砂はいかなる原理か一旦下に落ちると、今度は上へと落ちていく。

### ヴァラフート
ヴァラフートは神性の守護者である。彼らは神々への信仰は理解しないが、その力が宇宙の均衡に不可欠であることを熟知している。ヴァラフートはそのため、神々の力を望み、その座に就こうとする者を成敗する。あくまでも神性を守護するのが使命なので、個々の神々が掲げる道徳や論理に影響されることはない。
ヴァラフートは立方体を組み合わせたより抽象的な人形をしている。関節部分の機械仕掛けの合間に、小さな惑星や銀河のような煌めきが見える。
戦闘になれば、ヴァラフートは強力な解呪の光線を浴びせかけ、相手を無力化してから攻撃する。

### ワースト・クロウラー(アンハイドルート)
“荒野を這う者”ほどの異名を持つアンハイドルートは、砂漠の環境保全を使命とする一風変わったイネヴァタブルである。彼らは荒野を灌漑、耕作する者や砂漠そのものを変質させようとする者を排除する。
アンハイドルートの外見もまた、足の代わりに無限軌道が据え付けられた金属製のサソリのようである。

### アービター(PF)
アービターは地上世界の混沌を探し出す偵察役であり、イネヴァタブルとの交渉を受け持つ渉外役である。彼らはあらゆる世界の法的機関や戦場に姿を現し、無秩序が蔓延っていないかを監視する。個体としては非力なため、しばしば秩序を志す者の招来に応え、彼らの相棒として活動を共にする。アービターは無秩序の兆候を感じ取ったら、近隣のイネヴァタブルを呼び寄せたり、あるいはパスファインダー世界におけるメカヌスに相当する異世界・ユートピアに帰還して緊急事態を呼びかけるなど、あらゆる手段を講じてこれを防ごうとする。
アービターは直径1フィートほどの金属球に、青銅と銅を組み合わせた眼球が付いた形状をしており、小さな一対の羽根と手が付けられている。片方の手にはナイフが握られているが、大した戦力にはならない。金属ゆえに重さは60ポンドあり、魔法によって飛行している。
アービターにはほとんど戦闘能力がなく、戦闘になれば呪文で防護するか、相手の武器を落とすなどして逃走する。だが、真に混沌なる存在への最後の抵抗として、アービターには自爆機能が備わっている。

### ラークシャラット(PF)
ラークシャラットは次元界間の守護者であり、個々の世界が結びつかないよう独立を維持することを役目としている。ラークシャラットが動くのは次元界同士を繋ぐ永続的なポータル(侵入通路)が作られたり、ある次元界の支配者が別次元界へ侵略戦争を起こしたりするなど、次元界の分離が脅かされる事態が発生した時である。個人が異世界に渡るための一時的なポータル構築などは無視されるし、侵略戦争の取っ掛かりとして次元界内を征服している段階でもまだ干渉しない場合がある。
ラークシャラットの外見は阿修羅のような6本の腕が生えた巨大な人型の彫像である。その背面には大きな翼が備わっているが、魔法によって浮遊しているので実用性はない。6本ある腕の内、4本の腕には武器が握られている。下方にある2本の掌には輝くエネルギーの球体があり、この掌からエネルギーの矢を撃ち込む。ラークシャラットの外見で最も特徴的なのは脚部で、腰から下には脚の代わりに、天球儀のような金属の環と惑星を模した球体からなる装置が備え付けられている。
ラークシャラットは制裁を執行する場合、最も単純な手段である暴力を躊躇わず行使する。次元間を繋ぐ装置を破壊し、侵略者を殲滅する。彼らの使命は次元間の分離を保つことであり、次元間の繋がりを持つことが正しいか否かは考慮しない。それでも、違反者を罰することが解決に繋がらないといった説得に応じるだけの理性はある。
次元界間の分離への脅威が迫っていない時には、ラークシャラットは意外にも良き話し相手となる。彼らは次元界間の警備が自分たちだけでは手が回らないことを知っており、次元界を渡る旅行者たちと交友を持って情報のネットワークを構築している。ラークシャラットは情報の代価として罪人から没収した宝物を授けたり、真に価値のある情報提供者には次元界に関する広範な知識を伝授することすらする。もちろん、その知識が次元界間の新たな脅威を招かないと判断する限りにおいては。